# Мари Страхан
Мари Страхан (на английски: Mari Strachan) е уелска библиотекарка и писателка на произведения в жанра социална драма.

## Биография и творчество
Мари Страхан е родена през 1945 г. в Харлех, Уелс. Отгледана е с уелски като първи език, но впоследствие пише само на английски език. Баща ѝ е зидар и каменоделец, а майка ѝ, напуснала училище на 14, е чистачка. След като завършва гимназия в Харлех, следва история и английски език в университета на Кардиф. След университета се квалифицира като дипломиран библиотекар и работи в различни библиотеки, от академични през обществени и затворнически до училищни библиотеки до пенсионирането си, като от време на време работи и на допълнителни места.
След пенсионирането си, през 2007 г. получава магистърска степен (с отличие) по творческо писане от Манчестърския метрополитен университет.
Първият ѝ роман „Светът си бръмка в си бемол“ е издаден през 2007 г. Той е частично детективска история и третира темата с проблемите на израстването в малко уелско село през 50-те години на ХХ век. Главната героиня е 11-годишната Гуени Морган, която иска да научи повече за света и задава трудни въпроси. Когато неин съсед мистериозно изчезва, тя решава да разкрие тайната на изчезването му и да го върне на децата му. Тя записва всичко, което вижда и чува, и прави свои заключения, без да мисли за последствията.
През 2011 г. е издаден романът ѝ „Раздухай въглените на душата“. Романът третира темата за психическите травми на участниците в Първата световна война, представена чрез уелското семейство на героинята Нон Дейвис и съпруга ѝ Дейви. Тя търси причините за тревожното му състояние, тайните, които го мъчат, и необходимостта от лечение от продължителната скръб от войната.
Мари Страхан живее със семейството си в малък имот в Керъдигиън, Западен Уелс.

## Произведения

### Самостоятелни романи
1. The Earth Hums in B Flat (2007)
Светът си бръмка в си бемол, изд. ИК „Арка“ (2010), прев. Правда Митева[1][2][3]
2. Blow on a Dead Man's Embers (2011)
Раздухай въглените на душата, изд. ИК „Арка“ (2019), прев. Правда Митева